# Populus hopeiensis
Populus hopeiensis är en videväxtart som beskrevs av Hu Hsien-Hsu och Chow. Populus hopeiensis ingår i släktet popplar, och familjen videväxter. Inga underarter finns listade i Catalogue of Life.